# Artemidor (filozof)
Artemidor z Daldis lub Artemidor z Efezu – filozof i interpretator snów z II wieku naszej ery. Pochodził z Daldis, mieszkał natomiast w Efezie. Jego głównym dziełem była zachowana do czasów dzisiejszych i napisana w dialekcie attyckim Oneirokritika (Sennik). Dzieło to składało się z pięciu ksiąg (ostatnia księga dotyczyła snów, które się spełniły) i zawierała analizę 95 snów. Na podstawie tego dzieła przypuszcza się, iż autor był stoikiem. Artemidor był też autorem dwóch innych zaginionych dzieł, które dotyczyły wróżenia z ręki oraz z lotu ptaków.